# Majdan Sopocki (gmina)
Majdan Sopocki – dawna gmina wiejska istniejąca w latach 1867–1954 w woj. lubelskim. Siedzibą władz gminy był Majdan Sopocki.
Gmina Majdan Sopocki była jedną z 14 gmin wiejskich powiatu biłgorajskiego guberni lubelskiej.
W 1919 roku gmina weszła w skład woj. lubelskiego. 1 kwietnia 1923 roku gminę przyłączono do powiatu tomaszowskiego, oprócz wsi Długi Kąt, Hamernia, Izbica, Siedliska i Stanisławów, które po włączeniu do gminy Aleksandrów pozostały w powiecie biłgorajskim. 1 kwietnia 1929 do gminy Majdan Sopocki włączono wieś Łuszczac z gminy Tarnawatka w powiecie tomaszowskim.
Pod okupacją niemiecką włączona do powiatu zamojskiego w dystrykcie lubelskim Generalnego Gubernatorstwa.
Po wojnie gmina zachowała przynależność administracyjną. Według stanu z dnia 1 lipca 1952 roku gmina składała się z 12 gromad. Gmina została zniesiona 29 września 1954 roku wraz z reformą wprowadzającą gromady w miejsce gmin. Jednostki nie przywrócono 1 stycznia 1973 roku po reaktywowaniu gmin.